# Aponogeton loriae
Aponogeton loriae är en enhjärtbladig växtart som beskrevs av Ugolino Martelli. Aponogeton loriae ingår i släktet Aponogeton och familjen Aponogetonaceae. Inga underarter finns listade.